# Nati nel 1570
| Questa pagina contiene informazioni ricavate automaticamente dalle voci biografiche con l'ausilio del template Bio e di un bot. L'aggiornamento è periodico e automatico e ricostruisce completamente la pagina. Se manca una persona in questa lista, sei pregato di non aggiungerla, ma accertati piuttosto che la sua voce biografica contenga il template Bio e che i dati anagrafici siano correttamente compilati. Se il template Bio manca, inseriscilo tu stesso o, in alternativa, metti l'avviso {{tmp\|Bio}} che ne segnala la mancanza. Se i dati riportati sono sbagliati, correggi direttamente la voce biografica; le modifiche saranno visibili in questa lista entro pochi giorni. Per chiarimenti vedi il progetto biografie. La lista contiene solo le 102 persone che sono citate nell'enciclopedia e per le quali è stato implementato correttamente il template Bio. Pagina aggiornata al 18 giu 2025. |

## Gennaio(1)
- 1º gennaio - Dorotea di Brunswick-Lüneburg, principessa († 1649)

## Febbraio(2)
- 2 febbraio - Stephan Alexander Segesser von Brunegg, ufficiale svizzero († 1629)
- 18 febbraio - Maria Landi, nobile italiana († 1599)

## Aprile(2)
- 12 aprile - Giovanni Tiepolo, patriarca cattolico italiano († 1631)
- 13 aprile - Guy Fawkes, militare inglese († 1606)

## Maggio(4)
- 1º maggio - Bartolomeo Zucchi, presbitero, storico e letterato italiano († 1630)
- 4 maggio - Girolamo Rainaldi, architetto italiano († 1655)
- 22 maggio - Giovanni di Sassonia-Weimar, duca († 1605)
- 27 maggio - Arcasio Ricci, vescovo cattolico e giurista italiano († 1636)

## Giugno(3)
- 8 giugno - Fulgenzio Micanzio, teologo e storico italiano († 1654)
- 14 giugno - Hocazade Esad Efendi, politico ottomano († 1625)
- 15 giugno - Murad Mirza, principe indiano († 1599)

## Luglio(1)
- 26 luglio - Ottavio Rossi, archeologo e poeta italiano († 1630)

## Agosto(3)
- 10 agosto - Filippo di Holstein-Gottorp, duca tedesco († 1590)
- 17 agosto - Satake Yoshinobu, militare giapponese († 1633)
- 22 agosto - Franz Seraph von Dietrichstein, cardinale e vescovo cattolico austriaco († 1636)

## Ottobre(2)
- 4 ottobre - Péter Pázmány, cardinale e arcivescovo cattolico ungherese († 1637)
- 6 ottobre - Placido Nigido, teologo e gesuita italiano († 1640)

## Novembre(5)
- 8 novembre - Agostino Gradenigo, patriarca cattolico italiano († 1629)
- 10 novembre - Francesco Sacchini, gesuita, storico e umanista italiano († 1625)
- 15 novembre - Francesco Curradi, pittore italiano († 1661)
- 26 novembre - Cristiano di Schleswig-Holstein-Sonderburg-Ærø, nobile danese († 1633)
- 30 novembre - Willem Janszoon, navigatore e esploratore olandese († 1630)

## Dicembre(3)
- 4 dicembre - Francesco Giarratana, religioso italiano († 1645)
- 5 dicembre - Antonio Beatillo, teologo, storico e gesuita italiano († 1642)
- 29 dicembre - Guglielmo Lamormaini, gesuita e teologo austriaco († 1648)

## Senza giorno specificato(76)
- Giovanni Battista Agatich, vescovo cattolico dalmata († 1640)
- Giuseppe Agellio, pittore italiano († 1650)
- Giovanni Battista Agucchi, arcivescovo cattolico e scrittore italiano († 1632)
- Terenzio Alciati, gesuita, teologo e storico italiano († 1651)
- Andrea Argoli, matematico, astronomo e astrologo italiano († 1657)
- Agnese Argotta, nobile italiana († 1646)
- Robert Ayton, poeta scozzese († 1638)
- Abraham Azulai, rabbino e religioso marocchino († 1643)
- Willem Backereel, pittore fiammingo († 1626)
- Thomas Bateson, organista e compositore inglese († 1630)
- Giovanni Andrea Bertanza, pittore italiano († 1630)
- Gabriele Bertazzolo, ingegnere e cartografo italiano († 1626)
- Francesco Bianciardi, organista e compositore italiano († 1607)
- Matteo Botti, diplomatico italiano († 1621)
- Carletto Caliari, pittore italiano († 1596)
- Gaspare Camarda, pittore italiano
- Jacques Cappel, religioso francese († 1624)
- Lobsang Chökyi Gyalsten, monaco buddhista tibetano († 1662)
- Abraham Cohen de Herrera, teologo e filosofo portoghese († 1635)
- Tommaso Contin, scultore e architetto svizzero († 1634)
- Damat Halil Pascià, politico e militare ottomano († 1629)
- Leonardo Della Torre, doge († 1651)
- Tommaso Dolabella, pittore italiano († 1650)
- Pierre Dupont, pittore francese († 1650)
- Gaspar Ens, matematico tedesco († 1650)
- Filip Fabricius, nobile ceco († 1632)
- Pietro Antonio Ferro, pittore italiano
- Matteo Ferrucci, scultore italiano († 1651)
- Simon Frisius, incisore olandese († 1628)
- Alessandro Gonzaga, nobile e politico italiano († 1625)
- Abel Grimmer, pittore fiammingo († 1619)
- Marco Antonio Guarini, storico e letterato italiano († 1638)
- Alexandre Hardy, drammaturgo francese († 1632)
- Karl von Harrach, militare austriaco († 1628)
- George Hay, I conte di Kinnoull, nobile e politico scozzese († 1634)
- Katharina Henot, tedesca († 1627)
- Juan de Hevia Bolaños, giurista spagnolo († 1623)
- Pieter de Jode il Vecchio, incisore, editore e pittore fiammingo († 1634)
- Kara Davud Pascià, politico e militare ottomano († 1623)
- Paolo Lembo, gesuita, astronomo e matematico italiano († 1618)
- Andrea Lilli, pittore italiano
- Hans Lippershey, ottico tedesco († 1619)
- Giacomo Lomellini, doge († 1652)
- Giovanni Luci, politico e giurista italiano
- Simão Machado, poeta portoghese († 1634)
- Giovanni Battista Manna, pittore e poeta italiano († 1640)
- Richard Martin, politico inglese († 1618)
- Bernard van Merode, nobile fiammingo († 1640)
- Giacomo Micalori, teologo, filosofo e astronomo italiano († 1645)
- Vincenzo Mirabella, storico, archeologo e architetto italiano († 1624)
- Mori Tadamasa, militare giapponese († 1634)
- Gaspare Murtola, poeta e scrittore italiano († 1624)
- Nakagawa Hidenari, militare giapponese († 1612)
- Nurunnissa Begum, principessa indiana
- Giuseppe Nuvolo, monaco cristiano e architetto italiano († 1643)
- Jirjis Omaira El Douaihy, patriarca cattolico libanese († 1644)
- Pedro de Oña, poeta cileno († 1643)
- Asprilio Pacelli, compositore italiano († 1623)
- Alessandro Pallavicino di Zibello, condottiero italiano († 1645)
- Ottaviano Picenardi, nobile, politico e diplomatico italiano († 1646)
- John Rigby, inglese († 1600)
- Francesco Rivola, orientalista e presbitero italiano († 1655)
- Gian Vittorio Rossi, poeta, filologo e storico italiano († 1647)
- Egidius Sadeler, incisore fiammingo († 1629)
- Valerio Sale, giurista e poeta italiano († 1608)
- Giovanni Antonio Scaramuccia, pittore italiano († 1633)
- Giacomo Serra, cardinale italiano († 1623)
- Shah Begum, principessa indiana († 1605)
- Shimazu Toyohisa, militare giapponese († 1600)
- Robert Spencer, I barone Spencer di Wormleighton, nobile inglese († 1627)
- Carlo Maria Ventimiglia, letterato, matematico e antiquario italiano († 1667)
- Mary Villiers, contessa di Buckingham, nobildonna inglese († 1632)
- Melchior Vulpius, musicista tedesco († 1615)
- Stephanus Zamosius, umanista, storico e numismatico ungherese († 1612)
- Clément Cyriaque de Mangin, poeta e matematico francese († 1642)
- Bernardo II del Congo, re († 1615)